# Панетоне
Пането́не, пането́н (італ. panettone, італійська вимова: [panetˈtoːne]; ломб. panetùn, panetòn; міланський діалект: panetton) — традиційний італійський солодкий різдвяний хліб родом з Мілана. Його зазвичай готують на Різдво та Новий рік у Західній, Південній, Південно-Східній Європі, Латинській Америці, Еритреї, Австралії, США та Канаді, також набуває великої популярності і в Україні. Італійським аналогом є пандоро, а Великодній відповідник — великодня голубка.
Панетоне має форму купола, яка відходить від циліндричної підстави і зазвичай має висоту близько 12-15 см для панеттоне вагою 1 кг. Можуть бути використані інші форми, такі як восьмикутник або усічена фігура в формі зірки, більш загальна для Пандори. Приготування панетоне — тривалий процес, який охоплює витримку тіста, кислого, схожого на закваску. Процес вистоювання займає кілька днів, завдяки чому випічка набуває характерні повітряні ознаки. До складу панетоне входять зацукровані апельсини, цитрон і цедра лимона, а також родзинки, які додаються в сухому вигляді (не замочені). Доступно безліч інших варіантів, наприклад, без добавок або з шоколадом. Подається у формі клина, вертикально нарізаною, до солодких гарячих напоїв або солодкого вина, такого як Asti або Moscato d'Asti. У деяких регіонах Італії його подають з вершками маскарпоне, кремом з маскарпоне, яєць, іноді сушеними фруктами або цукатами, і зазвичай з солодким лікером, таким як амаретто; якщо сир маскарпоне недоступний, замість нього використовують забайоне.
У даний час робляться спроби отримати для цього продукту статус «Захищене зазначення походження» і «Denominazione di origine controllata», але вони поки не увінчалися успіхом. Колишній міністр сільського господарства Італії Паоло де Кастро розглядав способи захисту справжніх італійських тортів від зростаючої конкуренції в Південній Америці та вивчав, чи можна вжити заходів у Всесвітній торговій організації.
Італійські пекарі на кожне Різдво випікають близько 117 мільйонів панетоне і пандоро — на суму близько 579 мільйонів євро. З 2013 року в Мілані проводиться захід, на якому нагороджують найкращий традиційний панетон Італії. У 2016 році премію отримав Джузеппе Зіппо з Саленто.

## Походження

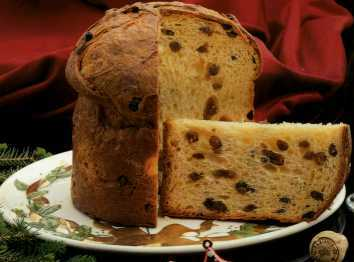
Типовий панетон

В Італії панетоне має часто різноманітну історію, але незмінно стверджує, що його батьківщиною був Мілан. Слово панетоне походить від panetto, маленького короваю. Збільшувальний суфікс -one змінює значення на «великий пиріг».
Витоки цього пирога є давніми, ще з часів Римської імперії, коли стародавні римляни підсолоджувалися квашеним пирогом з медом.
Можливо, цей різдвяний хліб згадується в сучасній книзі рецептів, написаній італійцем Бартоломео Скаппі, особистим кухарем пап та імператорів за часів Карла V. Перша записана асоціація панеттоне з Різдвом можна знайти в італійських працях ілюмініста 18-го століття П'єтро Веррі. Він називає це пан-де-тон (італ. pan de ton; «розкішний хліб»).

### Легенди
Хоча етимологія слова panettone є досить буденною, виникло ще три складні і вигадливі народні етимології. Існує також думка, що один із церковних братів о. Антоніо, який завжди носив відповідний капелюх, любив його [pane]. Пізніше церковна панель капелюхів Тоні була прийнята як форма, яка дала початок панеттону. Це рішення отримало підтримку та прийнятність на рубежі століть, і, ймовірно, стало попередником найновішого різдвяного пирога. Джанріан Карлі в Il Caffè робить перехідні посилання на Панеттоне в 1850 році в дискусії з П'єтро Веррі та натяки до канцелярської шапки.
Друга версія: за переданням, Тоні, скромний помічник повара при кухні Лодовико Моро, вийшов один із самих традиційних великодніх хлібів Італії. Історія така: перед Різдвом шеф-повар сім'ї Сфорца зіпсував пиріг, підготовлений для герцогського бенкету. Тоді Тоні вирішив пожертвувати кусочним опаром, який він поклав для свого Різдво. Він змішав його з борошном, яйцями, цукром, родзинками та зацукрованими фруктами, замінивши всі кілька разів до отримання дуже рихлого та об'ємного тіста. Результат мав успіх, і в честь його творця Лодовико Моро назвав його Пан де Тоні.

## XX століття

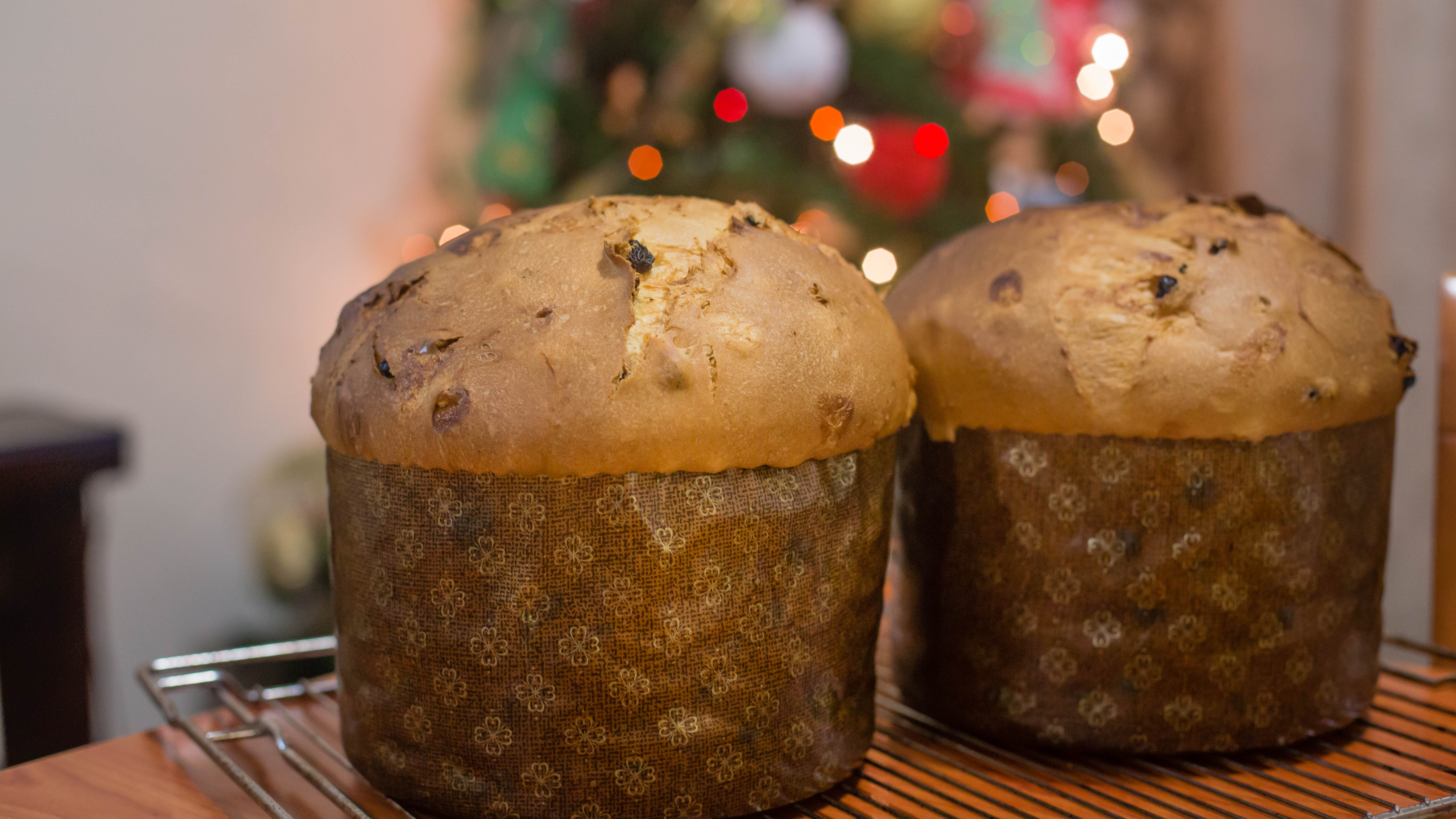
Домашній панетон

На початку XX століття два заповзятливі міланські пекарі почали виробляти панеттони у великих кількостях для решти Італії. У 1919 році Анджело Мотта розпочав виробництво своєї однойменної марки тортів. Також Мотта здійснила революцію в традиційному панеттоне, надавши йому високу куполоподібну форму, зробивши тісто три рази, майже 20 годин, перед приготуванням, надавши йому звичну тепер легку текстуру. Рецепт був адаптований невдовзі після того, як близько 1925 року інший пекар, Джоаккіно Алеманья, також дав своє ім'я популярному бренду, який існує і донині. Nestlé взяла на себе бренди разом наприкінці 90-х, але Bauli, італійська хлібобулочна компанія, що базується у Вероні, придбала Motta та Alemagna у Nestlé .
До кінця Другої світової війни панеттоне було досить дешевим для всіх, і незабаром він став провідною різдвяною солодкою стравою в країні. Ломбардські іммігранти в Аргентині, Уругваї, Парагваї, Венесуелі та Бразилії також привнесли свою любов до панеттоне, і панеттоне на Різдво насолоджуються з гарячим какао або лікером під час свят, що стало традиційною традицією в цих країнах. Подекуди він замінює королівський торт.
Панеттон широко доступний у Південній Америці, зокрема в Аргентині, Бразилії, Чилі, Еквадорі, Колумбії, Уругваї, Венесуелі, Болівії, Парагваї та Перу. Він відомий в іспанській мові як panetón або pan dulce, а як panetone — у бразильській португальській. Антоніо Д'Онофріо з Перу, син іммігрантів з Казерти (Італія), породив власний бренд, використовуючи модифіковану формулу формули Алеманьї (наприклад, замість цукатів цитрону та лимона використовують цукати папаї, оскільки ці фрукти недоступні в Перу), який він ліцензував разом зі стилем упаковки. Зараз цей бренд також належить Nestlé і експортується по всій Південній Америці. Панеттоне популярний серед італійських громад у США, Канаді, Австралії та Великій Британії.